# Parastasia moseri
Parastasia moseri är en skalbaggsart som beskrevs av Friedrich Ohaus 1903. 
Parastasia moseri ingår i släktet Parastasia och familjen Rutelidae. Inga underarter finns listade i Catalogue of Life.